# アレクサンドル・アルディ
アレクサンドル・アルディ（フランス語:Alexandre Hardy、1570年または1572年頃 - 1632年）は、フランスパリ出身の劇作家。フランス17世紀初頭の演劇界で活躍し、性と暴力の逆巻く「残酷劇」を代表する作家である。アルディが活躍した頃の観客たちは劇の内容や芸術性などには関心もなく、そもそも理解できなかった。彼らが専ら求めていたのは刺激的な場面や、低俗な笑いのみであった。アルディはこれをよく理解していたため、彼の作品には暴力的な場面が極めて多い。生涯に600編以上の戯曲を著したとされるが、現存しているのは34編のみである。

## 生涯
資料不足のため、生涯についてはほとんどわからない。
1572年頃、パリに生まれた。アルディ家は、親類に宮廷や高等法院で働いていた者がいることから、名門や上流階級とは言えないが中流の町民階級に属していたものと推察され、幼少～青年期のアルディがブルジョワジーの子息にふさわしい教育を受けたことは間違いない。劇作の典拠にウェルギリウスやプルタルコス、ヘリオドロスなどの古代の作家たちを用いた点を考慮しても、この時期に古典的名作に親しみ、ラテン語文献を自由に渉猟できたことも明らかである。彼の教養は同時代のヨーロッパ文学からも影響を受けており、特にピエール・ド・ロンサールとミゲル・デ・セルバンテスからの影響は著しい。
アルディが演劇を志したのは16世紀の終わりごろ、20代の前半のことである。はじめは役者として、当時の名俳優であったヴァルラン・ル・コントやベルローズら率いる劇団に加入し、地方巡業にも従っている。1600年にはアンジェに、1611年にはパリで活動していたことが確実にわかっているが、役者としてのどれほどの力量を持っていたかはわからないし、それ以外の年にどこで何をしていたのかもまったくわからない。役者として活動しているうちに、台本作家も兼ねるようになり、座付き作家(poéte à gages)として劇作に励むようになった。
座付き作家とは著作権(当時は著作権などという概念はほぼ存在しないが)を持たず、劇団の求めに応じて迅速、大量に制作した作家のことで、アルディの場合は、ブルゴーニュ劇場を拠点としていた王室劇団との現存する契約書によれば「2年間で12本の作品を提供し、かつ原稿は必ず手渡しし、その内容は一切手元に保存しないこと」とある。つまり2か月に1本という驚異的なペースで作劇に当たらねばならず、アルディの言葉によれば、貧困に喘ぎつつ、生涯で600本を超える戯曲を制作したというが、現存しているのは34編のみである。
1620年、50代を迎えたころから、座付き作家を棄て、自作を出版することで名を世に遺そうと考え始めたようだ。そしてこの考えは、見事に成功した。現存する34編の作品は、すべてこの考えに従って刊行されたものである。1623年に長大な劇詩『テアジェーヌとカリクレの清らかで忠実なる恋(Les Chastes et Loyales Amours de Théagène et Chariclée)』を刊行したのをはじめとして、1624年から4年かけて全5巻からなる『アレクサンドル・アルディ戯曲集(Le Théâtre d'Alexandre Hardy)』を出版した。この戯曲集には、テオフィル・ド・ヴィオーやトリスタン・レルミットなどの有名詩人の序文が付され、絶賛されているが、あくまで社交辞令の域を出ない。1620年代には彼の演劇に対する考え、懐古趣味は古びた考えと化しており、この点を巡ってジャン・オーヴレなど、当時の新進作家たちと激しい論争となった。彼らはアルディを「粗悪な言語を操る年寄り」などとして、彼の文章を貶したが、彼を擁護しようとする者はもはやいなかった。
彼の証言やその座付き作家という職業から、生活苦に喘ぐ貧乏作家であったと信じられてきたが、コンデ公の秘書を務めていたことや、その妻イザベルにかなりの遺産を遺したことがわかっており、晩年は比較的安定した生活を送っていたようである。1632年、伝染病に罹患して、パリで死去した。おそらくペストが原因である。

## 特徴
17世紀前半にはすでに重要視されなくなり、現在ではまったく埋もれた作家となったが、その原因は彼の文体と演劇美学にある。
オーヴレらによって「粗悪な言語を操る年寄り」などと貶されたのは先述したとおりだが、この表現は決して誇張ではない。彼の文章には文法から外れた文、つまり破格表現が極めて多く、さらに古語、造語、ラテン語など衒学的な趣味が至る所に散りばめられているため、極めて難解な悪文となっているのである。
もう1つは演劇美学について。アルディはルネサンスを経て、整備されつつあった三一致の法則(彼の死後ボワローによって明確に定義された)などの、演劇の規則性を考慮して劇作を行う作家ではなかった。時間は1日を超え、場所は単一でなく、筋の構成も散漫であり、ジャンルの分類にも拘らない。特にアルディは、人間の欲望の暴発した事態の表現に努めた。彼の戯曲には、拉致、監禁、強姦、売春、凌辱、殺人(子から親まで、方法も多岐にわたる)と、ありとあらゆる悪行の数々が舞台上で表現される。コルネイユは、劇作においてこうした悪行を扱う場合、登場人物は王族以外でも良いと主張する際に、『セダーズ、あるいは汚された歓待(Scédase ou l'Hospitalité violée)』を例に挙げ、アルディに敬意を表しているが、同時にこういった表現はフランスの潔癖な舞台ではもはや上演不可能であることを察知し、このような芝居に未来がないことも示した。
こうした残虐趣味の徹底によって、マンネリズムが彼の作品の特性となった。『戯曲集』収録作品にも、頻繁に同種の台詞、感情が使いまわされていることからもわかるように、アルディの作品は定式化された型や、観客に受けるためポイントが盛り込まれた、いくらでも流用可能な劇作術に支えられたものであった。しかし、実際的な演劇人、職業作家としてのアルディにとって、これは仕方のないことだった。彼が必要としていたのは、新たな時代を切り拓く美学などではなく、確実に収益の見込める次回作であったからである。
このような制作方法から推察するに、散逸したほとんどの作品は色んなところから材料を持ってきて、継ぎ接ぎしただけの雑な作品ばかりであったと思われる。16世紀演劇を引き継いだ作家であったが、アルディはそこに細やかな軌道修正を加えた。16世紀の劇作家たちが台詞の叙情性や詩としての洗練に専ら心を砕き、舞台での動きを犠牲にしていたのに対して、それら文学的な美がもたらす単調さや退屈を排斥しようと努めた。

## 作品
現存する作品は、1作品を除いて全て『アレクサンドル・アルディ戯曲集(Le Théâtre d'Alexandre Hardy)』による。分類も作者によるが、指定のない作品もある。制作、初演年代は一切不明。

### 悲劇
ほとんどが神話や歴史に題材をとり、名高い王族や武将、女傑の不幸を扱っている。
- ディドンの自害 - Didon se sacrifiant
  - アルディの作品では珍しく破綻の少ない作品で、三一致の法則などもほぼ守られている[12]。
- セダーズ、あるいは汚された歓待 - Scédase ou l'Hospitalité violée
  - コルネイユも称賛するアルディの悲劇の代表作[13]。
- パンテ - Panthée
- メレアーグル - Méléagre
- アシールの死 - La Mort d'Achille
- コリオラン - Coriolan
- マリアンヌ - Mariane
- デールの死 - La Mort de Daire
- アレクサンドルの死 - La Mort d'Alexandre
- ティモクレ、あるいは正当な復讐 - Timoclée ou la Juste Vengeance
- リュクレース、あるいは罰せられた姦通 - Lucrèce ou l'Adultére puni
  - 結末を除けば喜劇と呼ぶべき作品だが、アルディによれば悲劇。悲劇的要素を少しでも盛り込めば、悲劇と銘打てると考えていたようだ[14]。
- アルクメオン、あるいは女の復讐 - Alcméon ou la Vengeance féminine
  - パウサニアスの『ギリシア案内記』第8巻アルカディアが典拠となっているが、ほとんどこの作品の影響はなく、アルディが自由に内容を膨らませた作品である[15]。

### 悲喜劇
- プロクリス、あるいは不幸な嫉妬 - Procris ou la Jalousie infortunée
- アルセスト、あるいは貞節 - Alceste ou la Fidélité
- さらわれたアリアーヌ - Ariadne ravie
  - オウィディウスの『名婦の書簡』の「アリアドネからテセウスへの手紙」が典拠。性欲の絶対的な力と、それが満たされないときの地獄を描く[16]。
- コルネリー - Cornélie
- アルザコーム、あるいはスキタイ人の友情 - Arsacome ou l'Amitié des Scythes
- 血の力 - La Force du sang
  - ミゲル・デ・セルバンテスの『模範小説集』の「血の呼び声」が出典。おそらくアルディはこの小説をフランス語訳で読んでいる。小説を戯曲化する際の手続きは一切踏まず、単純に小説の筋を忠実になぞっているため、非常に粗末な出来の構成となっている。特に時間経過への無頓着さは著しい。強姦から幸福が生み出されるという点で『セダーズ』とは違うが、同作品からの流用が見られる[17]。
- フェリスメーヌ - Félismène
- ドリーズ - Dorise
- アリストクレ、あるいは不幸な結婚 - Aristoclée ou le Mariage infortuné
- フレゴンド、あるいは清らかな愛 - Frégonde ou le Chaste Amour
- ジェシップ、あるいは2人の友 - Gésippe ou les Deux Amis
- フラアート、あるいは真の恋人の勝利 - Phraarte ou le Triomphe des vrais amants
- エルミール、あるいは幸せな重婚 - Elmire ou l'Heureuse Bigamie
- 麗しきジプシー娘 - La Belle Egyptienne

### 田園劇
- アルフェ、あるいは愛の正義 - Alphée, ou la justice d'amour - アルディの田園劇で最高とされる。
- アルセ、あるいは不実 - Alcée ou l'Infidélité
- コリンヌ、あるいは沈黙 - Corinne ou le Silence
- 愛の勝利 - Le Triomphe d'Amour
- 勝ち誇る愛の神、あるいはその復讐 - L'Amour victorieux ou vengé
  - アルディ後期の作品か。文章の読み易さは初期作品と比して格段に上がっているが、アルディ的な残酷趣味は健在である。

### 指定なし
- プリュトンによるプロゼルピーヌの誘拐 - Le Ravissement de Proserpine par Pluton
  - その構成はセダーズとほぼ同じ。性的欲求不満を解消するために男たちが暗躍する描写は、簡潔にアルディの思想を要約したものだが、いささか下品さが過ぎる[18]。
- ギガントマキア、あるいは神々と巨人族の闘い - La Gigantomachie ou Combat des Dieux avec les Géants
- テアジェーヌとカリクレの清らかで忠実なる恋 - Les Chastes et Loyales Amours de Théagène et Chariclée ※悲喜劇とも